# Andrej Očenáš
Andrej Očenáš (8. ledna 1911, Selce – 8. dubna 1995, Bratislava) byl slovenský hudební skladatel a pedagog.

## Životopis
Andrej Očenáš absolvoval studium na učitelském ústavu v Banské Bystrici (1930), kompozici a dirigování na Hudební a dramatické akademii v Bratislavě (1937), kompozici na mistrovské škole konzervatoře v Praze (1938), 1978 prof. V roce 1930–1939 působil jako učitel v Medzibrodu a v Ivance pri Dunaji, 1939–1950 referent hudebního vysílání Československého rozhlasu, 1950–1954 ředitel konzervatoře, 1955–1957 tajemník Svazu Slovenských skladatelů, 1957–1962 šéfredaktor hudebního vysílání Čs. rozhlasu, 1963–1969 první tajemník Svazu Slovenská skladatelů, 1978–1982 předseda Svazu čs. skladatelů, současně 1942–1972 pedagog na konzervatoři, 1972–1983 na Vysoké škole múzických umění v Bratislavě, 1975–1979 děkan její hudební fakulty.
Ve vlastní tvorbě se orientoval na symfonickou, vokálně-symfonickou a komorní hudbu inspirovanou zejména folklorními tradicemi rodného kraje. Autor orchestrálních-symfonických skladeb, komorních děl a sborových skladeb. Vytvořil scénickou hudbu k literárním dílům J. Bottu (Smrt Jánošíkova, 1948), A. Sládkoviče (Marína, 1948) a Hviezdoslava (Herodes a Herodias, 1955), zhudebnil i verše J. Krále, Roku Fabryho, J. Kostry a M. Lajčiaka. Napsal původní balet Vrchařskou píseň (1964) a jevištní symfonii Román o růži (1969–1970). Pozoruhodné jsou jeho orchestrální suity Pověsti o rodném kraji (1943) a Rural slovaca (1957). Věnoval se i upravování a montážím lidových písní. Jeho pozůstalost je uložena v literárních a hudebním muzeu v Banské Bystrici.

## Ocenění
- Národní umělec (1978), nositel několika vyznamenání